# 싸이오인디고
싸이오인디고(영어: thioindigo)는 폴리에스터 직물을 염색하는데 사용하는 유기 황 화합물이다. 합성 염료인 싸이오인디고는 식물로부터 유래된 염료인 인디고와 관련이 있으며, 인디고는 두 개의 황 원자가 두 개의 NH기로 치환되어 있다.
싸이오인디고는 싸이오살리실산의 황이 클로로아세트산으로 알킬화되어 생성된다. 생성된 싸이오에터는 2-하이드록시싸이오나프텐으로 고리화되고, 2-하이드록시싸이오나프텐은 싸이오인디고로 쉽게 전환된다. 상업적으로 중요한 염료로 관련 화합물인 4,7,4',7'-테트라클로로싸이오인디고는 싸이오인디고의 염소화에 의해 제조될 수 있다.

## 같이 보기
- 벤조싸이오펜
- 인디고
- 유기 황 화합물